# Chính sách thị thực của Paraguay
Một người nước ngoài muốn đến Paraguay phải xin thị thực trừ khi họ là công dân của một trong những quốc gia được miễn thị thực. Thị thực Paraguay là tài liệu được cấp bởi Bộ Ngoại giao và các phái vụ ngoại giao tại nước ngoài.

## Bản đồ chính sách thị thực

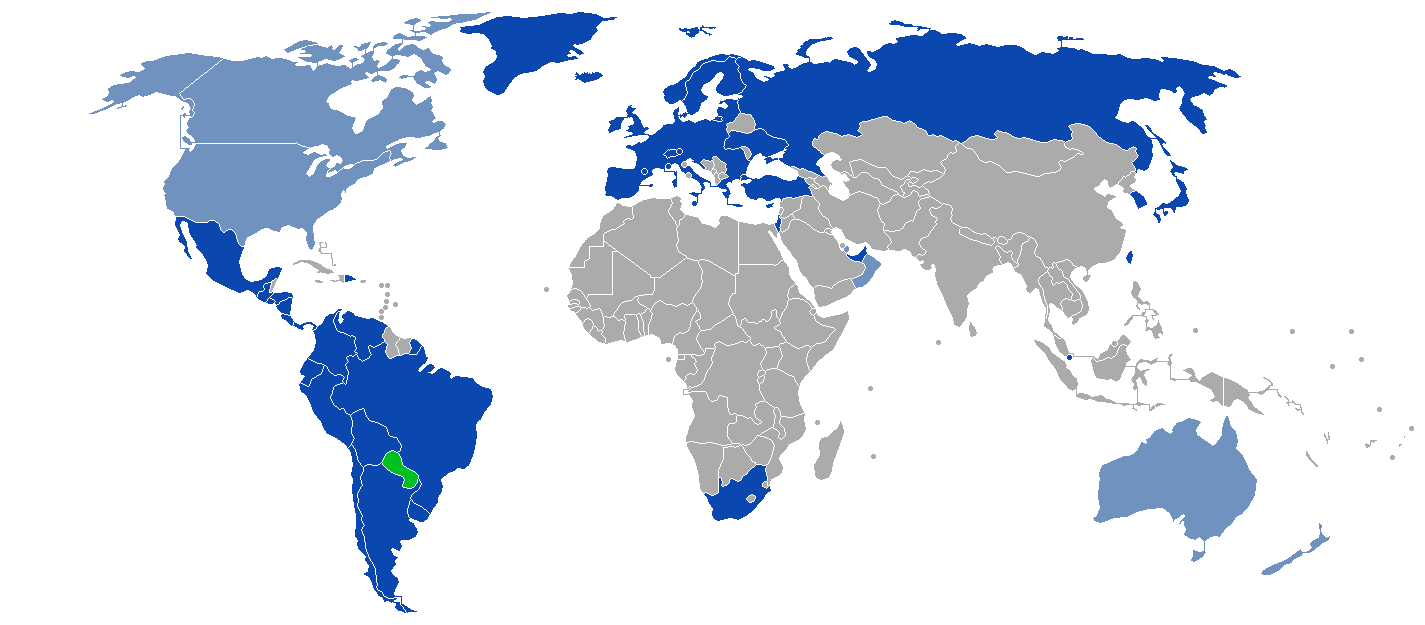
Paraguay
Các quốc gia được miễn thị thực
Thị thực tại cửa khẩu Paraguay
Cần thị thực để đến Paraguay

## Miễn thị thực
Người mang hộ chiếu của một trong 59 vùng lãnh thổ sau không cần thị thực để đến Paraguay lên đến 90 ngày (trừ khi được chú thích) nếu mang hộ chiếu còn hiệu lực.
| - Tất cả công dân liên minh Châu Âu1 \| - Andorra - Argentina2 - Bolivia2 - Brasil2 - Chile2 - Colombia2 - Costa Rica - Đài Loan - Ecuador2 - El Salvador - Guatemala - Hàn Quốc3 - Honduras \| - Honduras - Iceland - Israel - Liechtenstein - Mexico - Monaco - Nhật Bản - Nicaragua - Na Uy - Nam Phi \| - Nga - Panama - Peru2 - Singapore3 - Thụy Sĩ - Thổ Nhĩ Kỳ - Ukraina - Uruguay2 - Venezuela2 \| | |                                                                                              |
| - Andorra - Argentina2 - Bolivia2 - Brasil2 - Chile2 - Colombia2 - Costa Rica - Đài Loan - Ecuador2 - El Salvador - Guatemala - Hàn Quốc3 - Honduras | - Honduras - Iceland - Israel - Liechtenstein - Mexico - Monaco - Nhật Bản - Nicaragua - Na Uy - Nam Phi | - Nga - Panama - Peru2 - Singapore3 - Thụy Sĩ - Thổ Nhĩ Kỳ - Ukraina - Uruguay2 - Venezuela2 |

1 – bao gồm tất cả các loại công dân Anh.

2 - cũng có thể sử dụng thẻ căn cước.

3 - lên đến 30 ngày.
Người mang hộ chiếu ngoại giao hoặc công vụ của Cuba, Cộng hòa Dominica, Ai Cập, Ấn Độ, Indonesia, Jordanie, Liban, Maroc, Philippines, Hàn Quốc, Đài Loan, Thành Vatican và Việt Nam không cần thị thực.
Một thỏa thuận giữa Paraguay và  Gruzia vì việc miễn thị thực song phương với người mang hộ chiếu ngoại giao và công vụ được ký vào tháng 9 năm 2016 và chưa được thông qua.
Một thỏa thuận giữa Paraguay và  Cộng hòa Dominica về việc miễn thị thực song phương cho tất cả các loại hộ chiếu được ký vào tháng 3 năm 2017 nhưng chưa được thông qua.

## Thị thực tại cửa khẩu
Công dân của các quốc gia sau được cấp thị thực 90 ngày tại cửa khẩu chỉ khi đến sân bay quốc tế Silvio Pettirossi (trừ khi được chú thích). Họ phải trả phí để đến Paraguay. Phí này khác nhau theo quốc tịch. Nếu không thì phải có thị thực từ trước khi đến.
| - Úc (US$135) - Canada (US$150) - New Zealand (US$140) - Qatar1 2 - Hoa Kỳ (US$160) |

1 – có hiệu lực 30 ngày

2 – có thể được xin tại bất cứ cửa khẩu nào